# Пейон, Венсан
Венса́н Бенуа́ Ками́ль Пейо́н (фр. Vincent Benoît Camille Peillon; род. 7 июля 1960 года) — французский политический и государственный деятель, социалист, министр образования (2012—2014 годы).

## Биография
Родился 7 июля 1960 года, сын Жиля Пейона, коммуниста и банкира, и Франсуазы Блюм — научного руководителя Национального института здравоохранения и медицинских исследований. Преподавал в Кале и Иль-де-Франсе, получил степень агреже в философии.
В 1992 году вступил в Социалистическую партию.
Около десяти лет работал в аппарате видных деятелей Социалистической партии — Лорана Фабиуса, Анри Эммануэлли и Лионеля Жоспена.
Депутат Национального собрания Франции от 3-го округа департамента Сомма с 1997 по 2002 год.
Депутат Европейского парламента с 2004 по 2012 год (досрочно сдал мандат ввиду назначения в состав французского правительства).
В ходе парламентских выборов 2007 года вновь выставил свою кандидатуру в 3-м округе департамента Сомма, но проиграл во втором туре кандидату от Союза за народное движение Жерому Биньону, отстав от него на 143 бюллетеня (получил 49,85 % голосов избирателей).
В 2007 году оказывал поддержку президентской кампании Сеголен Руаяль. В 2011 году являлся сторонником Доминика Стросс-Кана, затем присоединился к предвыборной кампании Франсуа Олланда. После прихода Олланда к власти Пейон в 2012 году был назначен министром национального образования в правительстве Жана-Марка Эро. Его основными шагами в этой должности стал возврат к учебной неделе в четыре с половиной дня для учеников начальной школы и неудачная попытка изменить статус учителя подготовительной школы. В 2014 году отказался войти в новое социалистическое правительство во главе с Мануэлем Вальсом.
В 2014 году вновь избран в Европейский парламент.
В декабре 2016 года объявил о своём участии в «праймериз левых», организованных социалистами с целью определения единого кандидата левых сил на президентских выборах 2017 года.
22 января 2017 года в первом туре праймериз получил 6,82 % голосов, заняв четвёртое место среди семи участников и не выйдя во второй тур. После победы в нём Бенуа Амона Пейон был назначен политическим советником в его президентской кампании.

## Личная жизнь
Вторым браком женат на журналистке Натали Бенсахель (Nathalie Bensahel), у них есть два сына (Элия и Исаак). В первом браке стал отцом двух дочерей.